# Isabelle de Beauvau
Titre
comtesse de Vendôme
9 novembre 1454 – 1475
Isabelle ou Isabeau de Beauvau-Craon (vers 1436–1475) est une femme noble française, de la famille de Beauvau, dame de Champigny et de la Roche-sur-Yon, comtesse de Vendôme par son mariage. Elle est la trisaïeule de Catherine de Médicis ainsi que du roi de France Henri IV (c'est à ce titre que la famille de Beauvau a obtenu le titre de cousin du Roi, réservé aux rares familles ayant une alliance avec la Maison de France, par Louis XIV, puis officiellement par Louis XV en 1739,).

## Famille et descendance
Isabelle est le seul enfant du mariage du comte Louis de Beauvau-Craon (1409-1492), et de sa première épouse, Marguerite de Chambley, de noblesse lorraine. 
Elle a occupé une place importante à la cour de René d'Anjou ; son nom apparaît ainsi avec celui de sa mère et celui de Yolande d'Anjou dans un recueil manuscrit de poèmes d'Alain Chartier offert à Marie de Clèves .
Elle fut marraines de Louis d'Orléans futur Louis XII.
Isabelle épouse le 9 novembre 1454 à Angers le comte Jean VIII de Bourbon-Vendôme. Le couple a eu huit enfants :
- Jeanne (1460-1487) ; elle épouse en 1478 Louis de Joyeuse (vers 1450-1498) ;
- Catherine (1461-après 1525), mariée en 1484 à Gilbert de Chabannes, sénéchal du Limousin ;
- Jeanne de Bourbon (1465-1511), dite Jeanne la Jeune ; elle épouse 1) en 1487 Jean II de Bourbon, 2) en 1495 Jean IV d'Auvergne : par cette union, elle est grand-mère de Catherine de Médicis ; 3) en 1503 François de La Pause, baron de La Garde ;
- Renée (1468-1534), abbesse de la Trinité de Caen de 1491 à 1505, puis de Fontevrault de 1505 à sa mort ;
- François de Bourbon-Vendôme (1470-1495) ;
- Louis, prince de La Roche-sur-Yon (1473-1520) ;
- Charlotte (1474-1520), mariée à Engilbert de Clèves, comte de Nevers (1462-1506) ;
- Isabelle (1475-1531), abbesse de la Trinité de Caen de 1505 à 1531.

Isabelle meurt en donnant naissance à sa dernière fille. Elle est enterrée dans la collégiale Saint-Georges de Vendôme, nécropole des Bourbon-Vendôme, aujourd'hui ruinée.